# Créac’h-Gallic

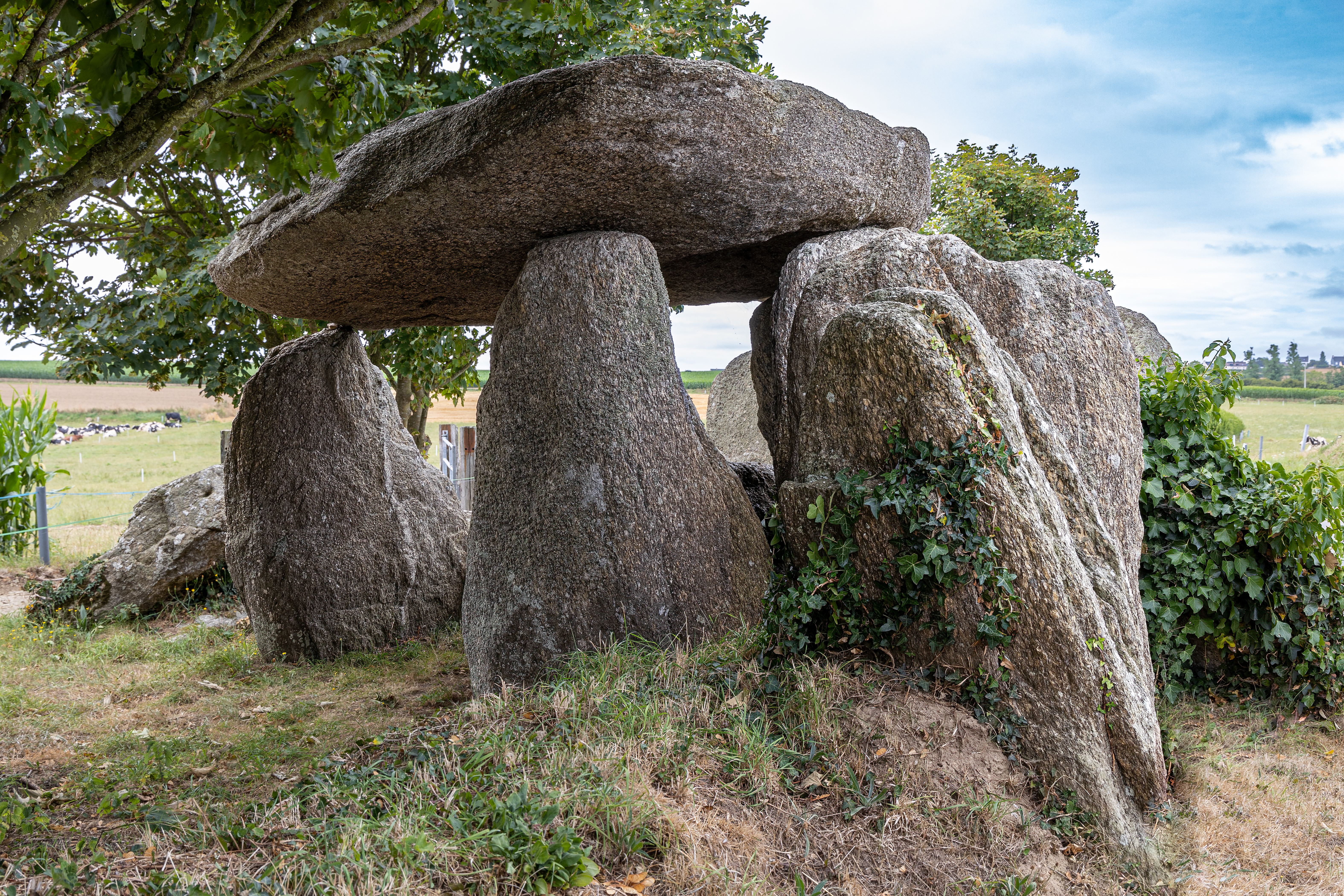
Créac’h-Gallic

Créac’h-Gallic (auch Dolmen de Tréguelc’hier genannt) ist eine Allée couverte in Goulven im Département Finistère in der Bretagne in Frankreich. 
Die zentrale Kammer misst etwa 4,0 × 2,0 Meter und ist etwa 2,0 Meter hoch. Der einzige Deckstein ruht auf drei Tragsteinen und sieht wie ein Tripod-Dolmen aus. Reste des Ganges aus großen Platten sind gegeneinander verkippt.
Dolmen ist in Frankreich der Oberbegriff für neolithische Megalithanlagen aller Art (siehe: Französische Nomenklatur).
Um die Kammer stehen oder liegen große Platten der ehemaligen Randsteinwand, die den in Resten erkennbaren, eng angepassten Hügel einfassten. 
Die eingezäunten Reste der ziemlich großen Megalithanlage sind statisch instabil. Schilder warnen vor dem Aufenthalt in der Nähe der Steine oder dem Klettern auf der Anlage.

Créac’h-Gallic oder Dolmen de Tréguelc’hier
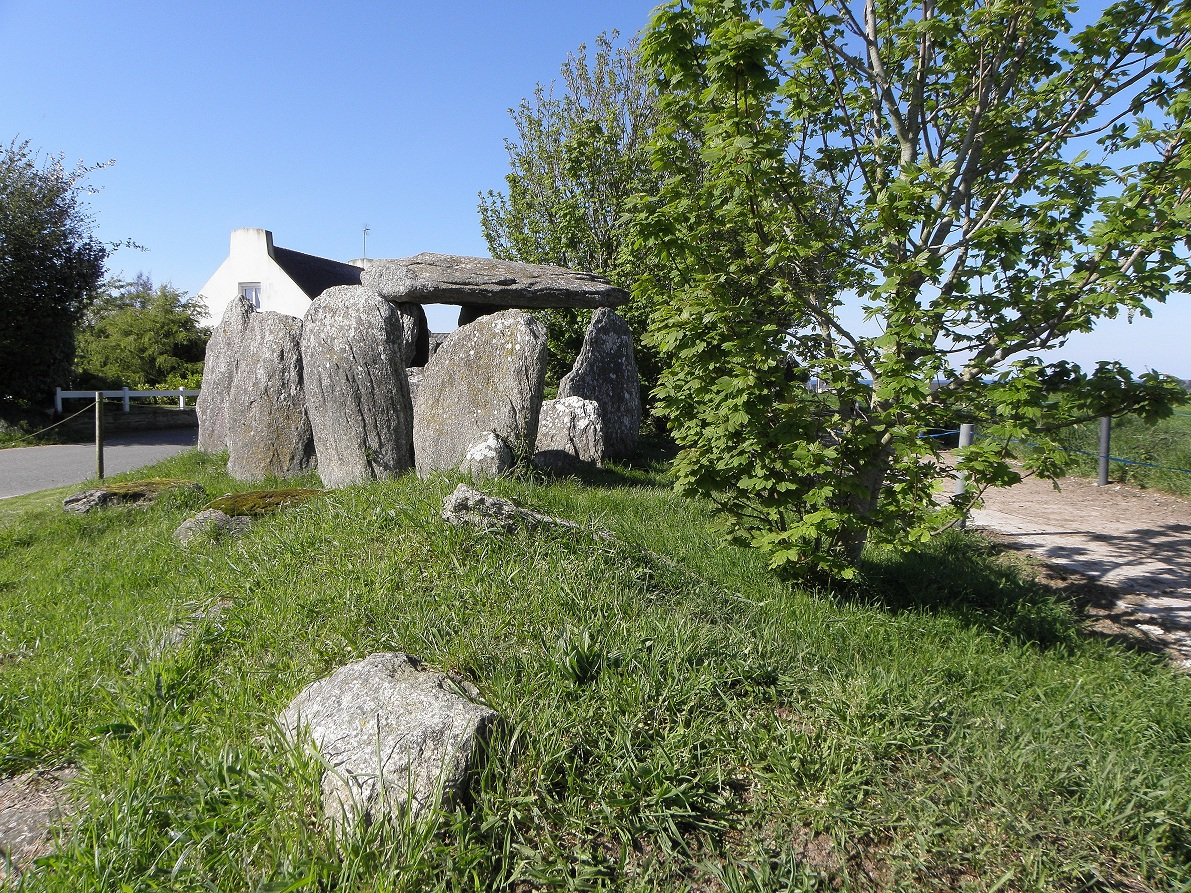
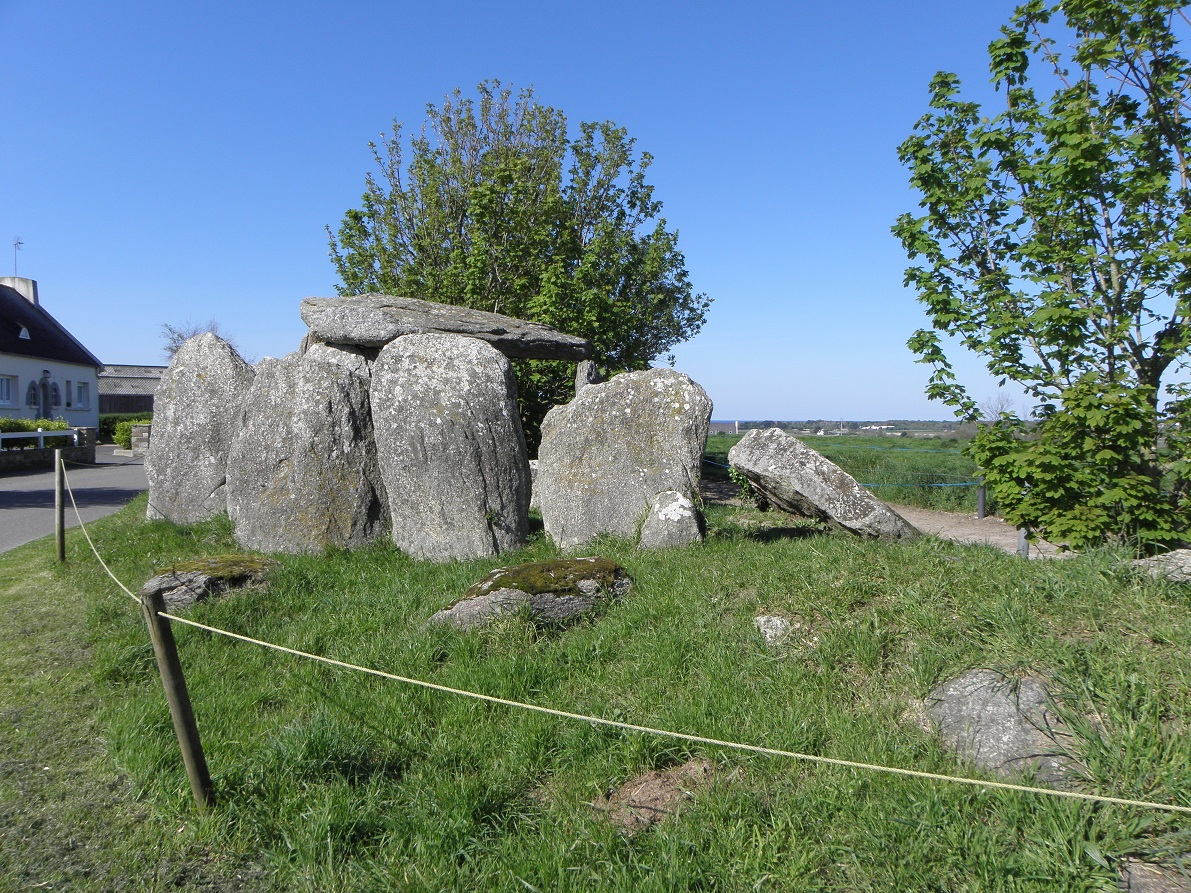
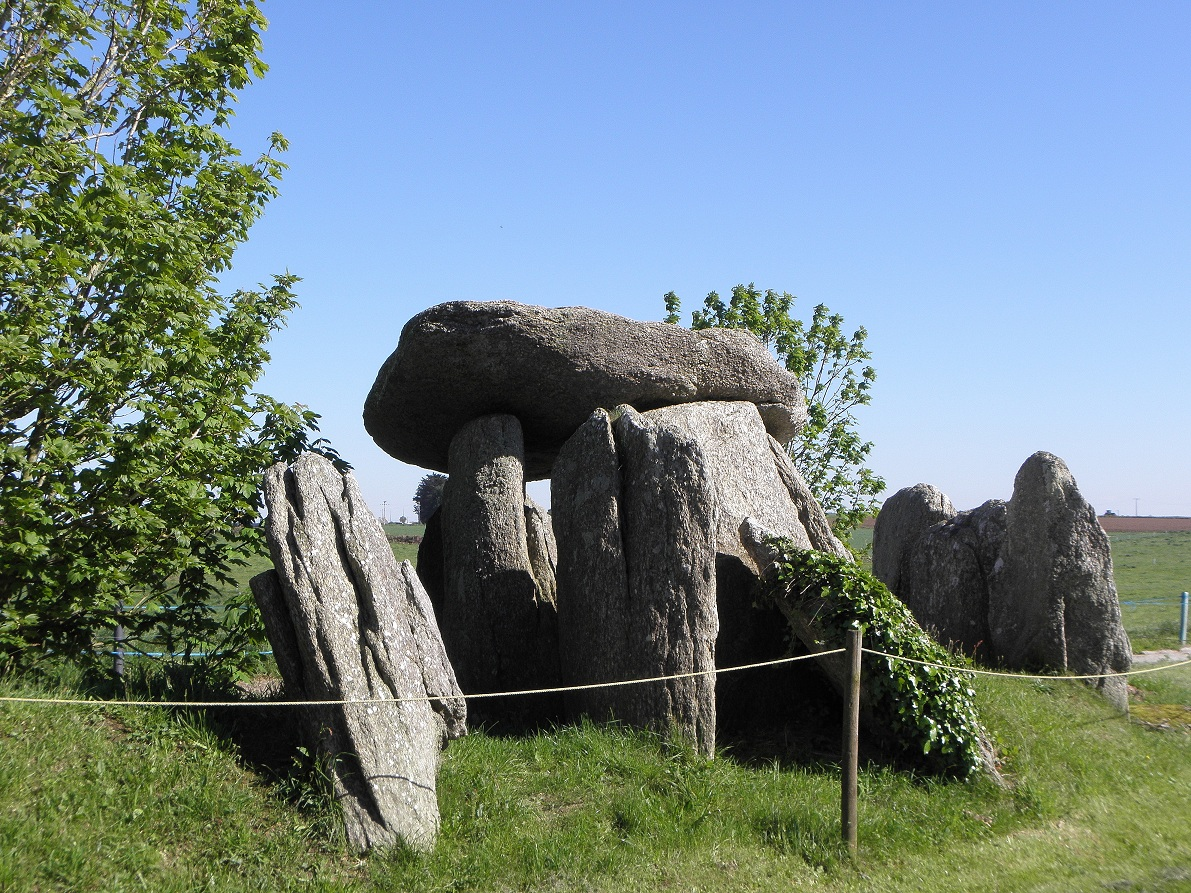